# Grand Prix de Paris 1982

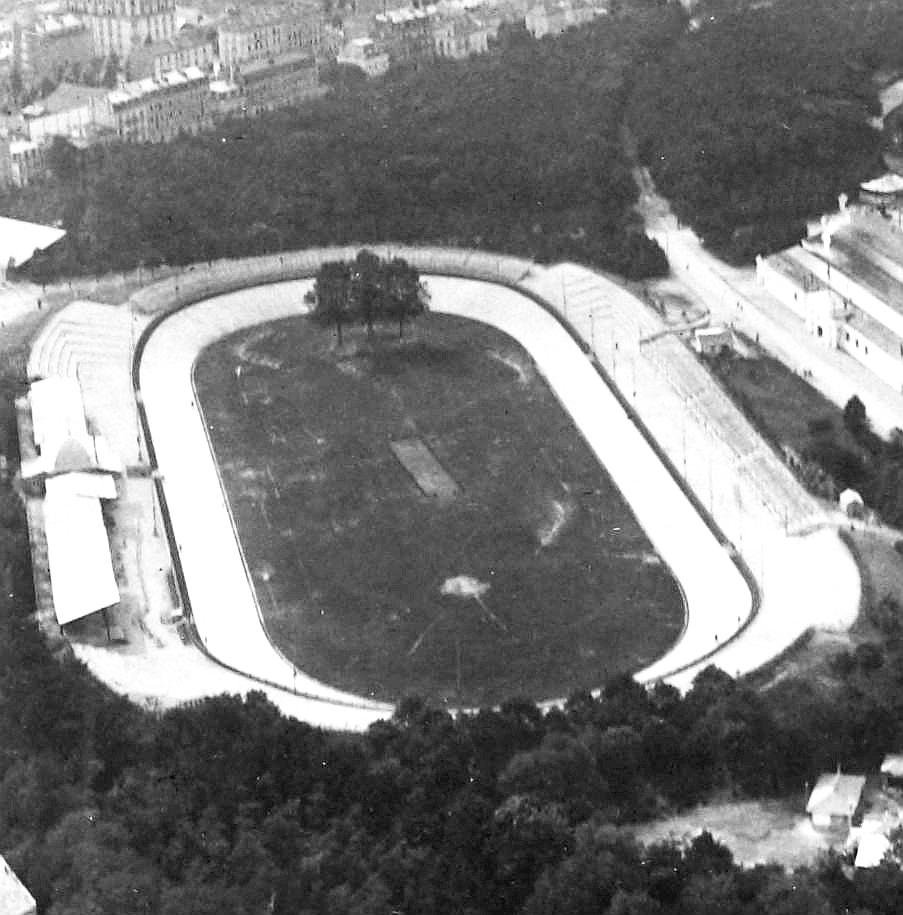
Veranstaltungsort Radrennbahn Vélodrome de Vincennes

Der Grand Prix de Paris 1982 war ein Wettbewerb im Bahnradsport für Sprinter. Es war die 81. Austragung des Grand Prix de Paris. Das Turnier fand am 12. und 13. Juni in Paris auf der Radrennbahn Vélodrome de Vincennes statt.

## Verlauf
Am Start waren 48 Bahnradsportler. Es starteten Amateure und Berufsfahrer in einem Wettbewerb. Das Turnier hatte einen besonderen Austragungsmodus im Vergleich zu anderen Grand Prix-Wettbewerben. Die Vorläufe wurden als Sechserläufe ausgetragen. In der zweiten Runden wurden Viererläufe veranstaltet. Halbfinale und Finale wurden von jeweils drei Fahrern bestritten. Die Plätze 7 bis 10 wurden als Viererlauf gefahren.
Zwischen den einzelnen Runden gab es Hoffnungsläufe, deren Sieger sich für die nächste Runde qualifizierten.
Der spätere Sieger Michael Hübner unterlag in der zweiten Runde Sergei Kopylow, kam jedoch als Sieger des Hoffnungslaufes weiter. Im „kleinen Finale“ um den 4. Platz siegte Detlef Uibel mit einem Sprint aus zweiter Position knapp. Im Finale fuhr Lutz Heßlich 700 Meter vor dem Ziel einen Ausreißversuch, wurde aber von seinen Kontrahenten kurz vor dem Ziel überspurtet. Mit einem zweiten Antritt wenige Meter vor dem Zielstrich gewann Hübner das Rennen.

## Ergebnisse
| Platz | Fahrer            | Land                                    |
| 01.   | Michael Hübner    | Deutschland Demokratische Republik 1949 |
| 02.   | Sergei Kopylow    | Sowjetunion                             |
| 03.   | Lutz Heßlich      | Deutschland Demokratische Republik 1949 |
| 04.   | Detlef Uibel      | Deutschland Demokratische Republik 1949 |
| 05.   | Gerhard Scheller  | Deutschland                             |
| 06.   | Franck Dépine     | Frankreich                              |
| 07.   | Fredy Schmidtke   | Deutschland                             |
| 08.   | Christian Bruneau | Frankreich                              |
| 09.   | Philippe Boyer    | Frankreich                              |
| 010.  | Stefaan De Craene | Belgien                                 |